# Любимовка (Великоігнатовський район)
Люби́мовка (рос. Любимовка, ерз. Любимовка) — селище у складі Великоігнатовського району Мордовії, Росія. Входить до складу Кіржеманського сільського поселення.

## Населення
Населення — 29 осіб (2010; 50 у 2002).
Національний склад (станом на 2002 рік):
- росіяни — 84 %